# Imereti
Imereti (tiếng Gruzia: იმერეთი) là một vùng của Gruzia nằm ở phần trung-thượng nguồn của sông Rioni.